# 托里切利山脈
托里切利山脈是巴布亞新幾內亞西北部桑道恩省的一個山脈。它的最高峰是高1650公尺的蘇仁山(Mount Sulen)。
貝瓦尼山脈(Bewani Mountains)在其西邊；而亞歷山大王子山脈(Prince Alexander Mountains)則位於其東。在北邊，其山坡直指太平洋；此山脈之南，則為塞皮克河盆地。

## 生態
此山脈高度一千公尺以上的地區，為北新幾內亞山地雨林(Northern New Guinea montane rain forests)生態區(ecoregion)，此區亦延伸至臨近的山脈之中。此山脈低於一千公尺的區域，則為北新幾內亞低地雨林與淡水沼澤區(Northern New Guinea lowland rain and freshwater swamp forests)的一部份。
史氏樹袋鼠(英語：Scott’s Tree-kangaroo或Tenkile，學名：Dendrolagus scottae)和金披風樹袋鼠(英語：Golden-mantled Tree-kangaroo，學名：Dendrolagus pulcherrimus)這兩種名列世界最瀕危哺乳動物之中的動物，生活在此山區的雨林中。

## 腳註
1. ↑  .   [2007-08-17]. （原始内容存档于2011-11-15）.
2. ↑  .   [2007-01-09]. （原始内容存档于2007-01-02）.

## 外部連結
- Northern New Guinea montane rain forests (World Wildlife Fund) （页面存档备份，存于）

3°23′00″S 142°15′00″E / 3.3833333°S 142.25°E